# Acroceras boivinii
Acroceras boivinii là một loài thực vật có hoa trong họ Hòa thảo. Loài này được (Mez) A.Camus mô tả khoa học đầu tiên năm 1950.